# Entalophoridae
Entalophoridae zijn een familie van mosdiertjes (Bryozoa) uit de orde van de Cyclostomatida.

## Geslachten
- Bisidmonea d'Orbigny, 1853
- Entalophora Lamouroux, 1821
- Mecynoecia Canu, 1918

Niet geaccepteerde soorten:
- Intricaria Defrance, 1822 → Entalophora Lamouroux, 1821
- Laterotubigera d'Orbigny, 1853 → Entalophora Lamouroux, 1821